# Charles E. Kearns
Charles E. Kearns, detto Chuck (Pampa, 21 marzo 1928 – Baker City, 21 aprile 2000), è stato un astronomo statunitense.
Ha lavorato all'Osservatorio di Monte Palomar in California.

## Biografia
Si è sposato a 20 anni con Elsie con cui ha vissuto per tutta la vita: hanno avuto due figli e una figlia. Kearns ha lavorato per il servizio forestale, per l'Osservatorio di Monte Palomar, dal 1954 al 1967, come comandante di pescherecci e infine come comandante di navi da crociera in Alaska. Come hobby si dedicava alla lettura e al gioco del poker.

## Carriera
Come astronomo si è occupato in particolare di ricerca di supernove  e di osservazioni di comete , durante la ricerca di una cometa perduta, la 11P/Tempel-Swift-LINEAR , coscoprì con Kiem Keng Kwee, la cometa periodica 59P/Kearns-Kwee.